# Janjucetus hunderi
Janjucetus hunderi és un cetaci extint, l'única espècie coneguda del gènere Janjucetus, que és l'únic gènere dins de la família dels janjucètids (Janjucetidae). Visqué fa 25 milions d'anys als mars costaners del sud-est d'Austràlia. A diferència dels cetacis moderns, tenia una dentadura llarga i poderosa, capaç d'esmicolar les seves preses, tot i que també presentava unes incipients barbes com les dels misticets d'avui en dia. Pel que sembla, aquest animal tingué un depredador, que fou la causa de la seva extinció.
Janjucetus hunderi feia uns 3.5 metres, la mida aproximada d'un dofí mular; per tant, molt més petita que les balenes d'avui en dia. Probablement, aquest gènere estava relacionat amb Mammalodon, un gènere que també era dentat i habitava el sud d'Austràlia.
L'únic fòssil trobat fou descobert per un adolescent, Staumn Hunder. Segons explica, va veure un fòssil marró mentre feia surf, al poble australià de Jan Juc. De seguida, el seu pare i ell el van dur a la Universitat Monash, perquè l'analitzessin. Erich Fitzgerald començà una recerca el 2003. El nom científic, fa referència al descobridor i al lloc de descoberta: Janjucetus a causa del lloc de descoberta, Jan Juc; i hunderi en honor del descobridor, Staumn Hunder.